# Dabajuro

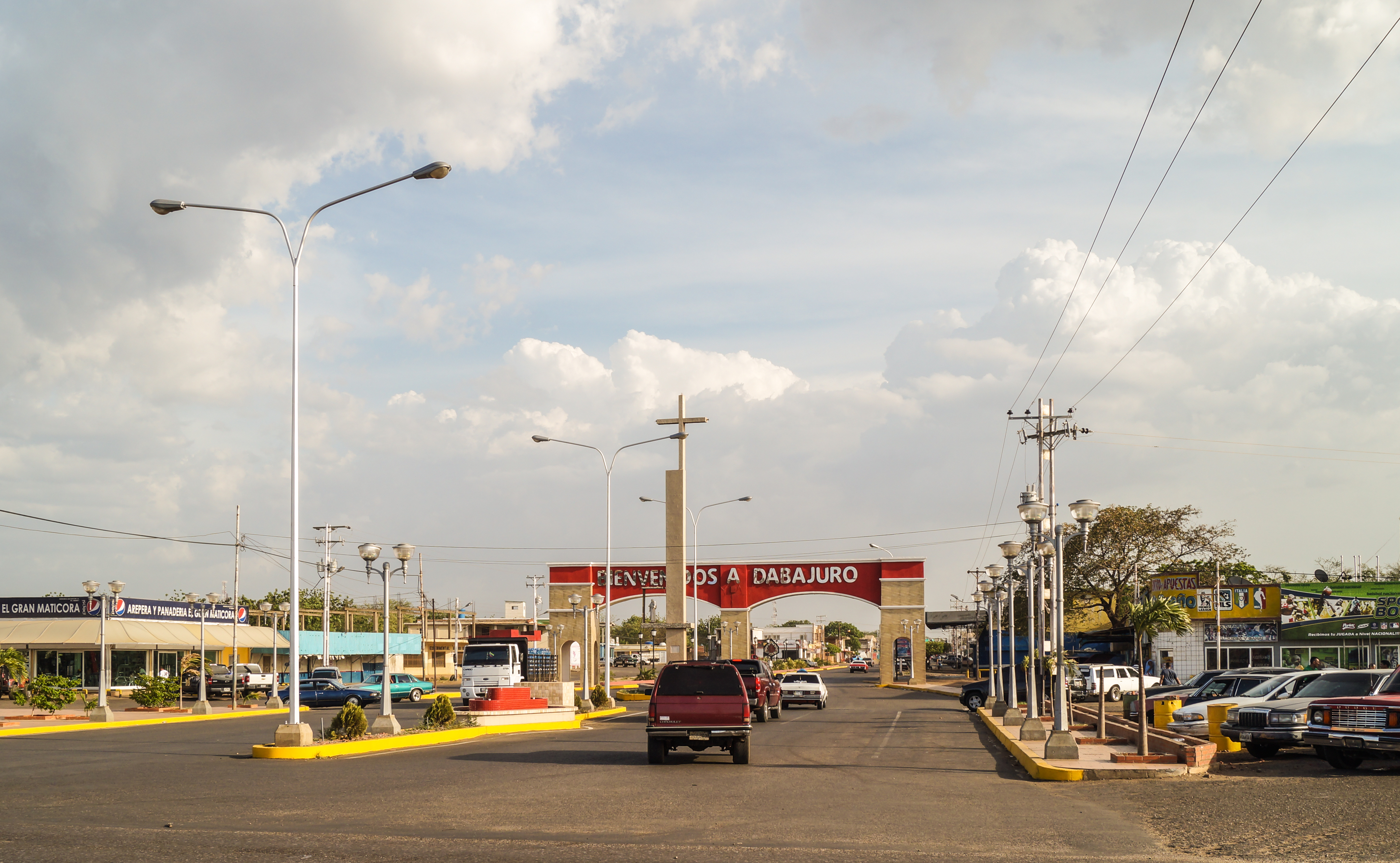
Dabajuro, Venezuela (2013)

Dabajuro ist ein venezolanisches Dorf 126 km westlich von Coro und Verwaltungssitz des Bezirks Dabajuro (Bundesstaat Falcón).
Dabajuro bestand schon als Siedlung der Caquetío-Indianer, bevor die Spanier einwanderten. Während der Kolonialzeit wurde die Siedlung eine Encomienda und so hatte es die Kategorie eines pueblo de indios, eines Indianerdorfs. Am 7. Juni 1823 fand hier die Schlacht von Dabajuro zwischen den spanischen Truppen unter Leitung von Francisco Morales und republikanischen Truppen unter Leitung von Carlos Soublette statt. Der Ort hat etwa 28.342 Einwohner.
Dabajuro ist durch die Landesstraße Nr. 3 mit Coro und Maracaibo verbunden. Von Dabajuro kann man durch eine Nebenstraße über Capatárida bis nach Miramar fahren.

## Veranstaltungen
- 13. Juni: Tag des Heiligen Antonio de Padua
- 24. September: Messe der Agroindustrie, der Kunst und des Tourismus